# Lloyd Austin
Lloyd James Austin III (født 8. august 1953) er en amerikansk pensioneret firestjernet general fra den amerikanske hær, der fra 22. januar 2021 til 20. januar 2025 var USA's forsvarsminister. Han er den første afroamerikaner, der har været forsvarsminister i USA. Austin var chef for United States Central Command (CENTCOM) fra 2013 til 2016.
Austin var vicestabschef for hæren fra januar 2012 til marts 2013, og den sidste kommanderende amerikanske general i Irakkrigen, som sluttede i december 2011. I 2013 blev Austin udnævnt som den første sorte chef for CENTCOM af præsident Barack Obama. Han trak sig tilbage fra de væbnede styrker i 2016 og indtrådte i bestyrelserne for Raytheon Technologies, Nucor, Tenet Healthcare og Auburn University. Den 7. december 2020 blev han nomineret til forsvarssekretær af den daværende endnu ikke tiltrådte præsident Joe Biden . Nomineringen blev godkendt af det amerikanske senat den 22. januar 2021 med stemmerne på 93-2.
I starten af 2024 modtog Lloyd i intens kritik i de amerikanske medier, eftersom han havde været fraværende i tjeneste som forsvarsminister som følge af en indlæggelse. Llyods havde været utilgængelig i flere dage end først oplyst og havde hemmeligholdt dette for både offentligheden og præsident Joe Biden.

## Tidligt liv og uddannelse
Austin blev født den 8. august 1953 i Mobile, Alabama, og voksede op i Thomasville, Georgia. Han dimitterede fra United States Military Academy i West Point med en B.Sc.-grad i 1975. Han fik senere en Master of Arts-grad i rådgiveruddannelse fra Auburn Universitys College of Education i 1986 og en Master of Business Administration i virksomhedsledelse fra Webster University i 1989. Han har gennemført Infantry Officer Basic and Advanced-kurser, Army Command and General Staff College og Army War College.